# Macrachaenium
Macrachaenium é um género botânico pertencente à família Asteraceae.